# 船方神社

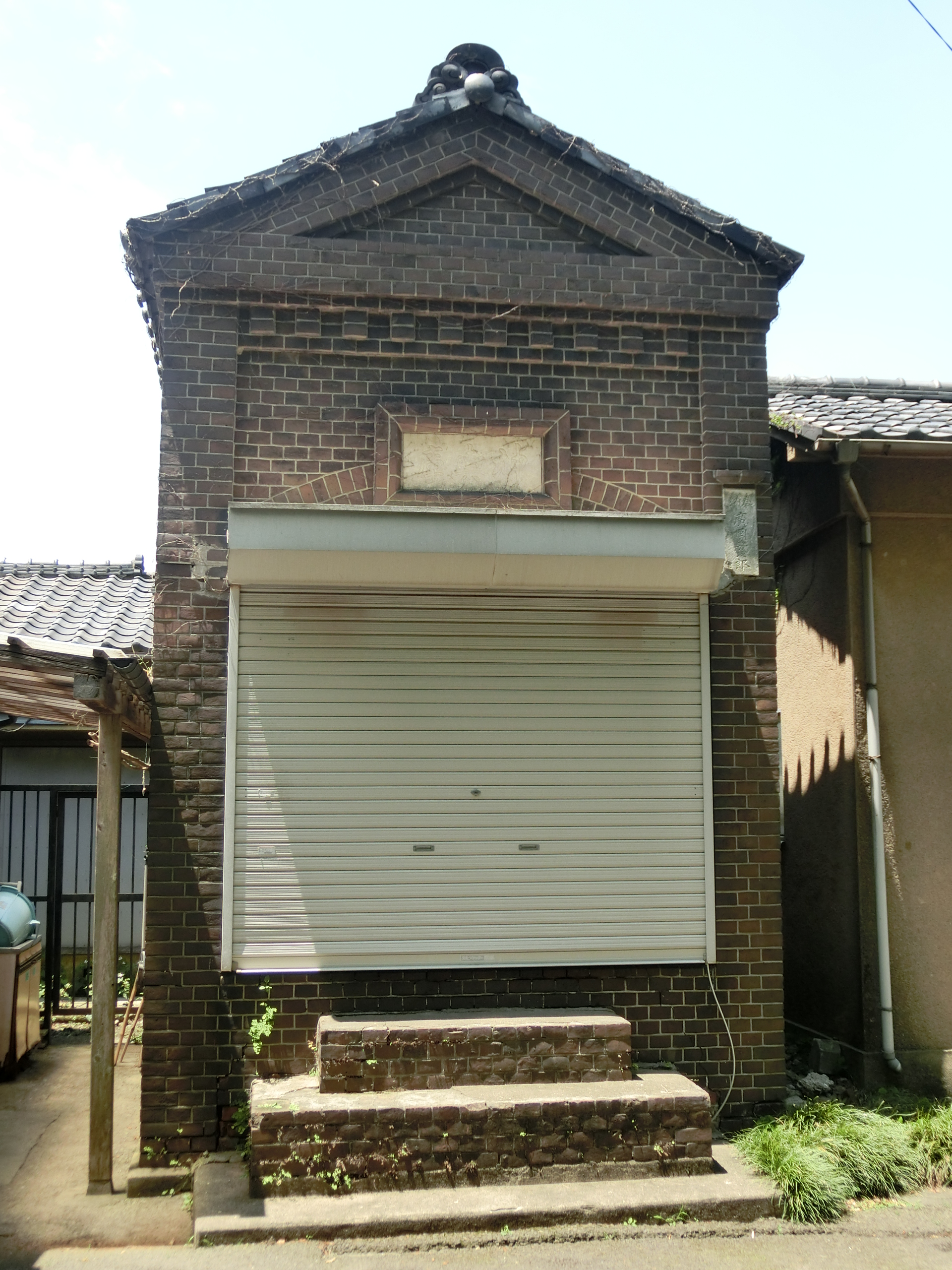
煉瓦造の神輿庫

船方神社（ふなかたじんじゃ）は東京都北区の神社。

## 概要
725年（神亀2年）に創建されたといわれているが、1853年（嘉永6年）の火災で記録が失われたので、詳細は不明である。
かつては熊野信仰に関連が深い「十二天社」と称していた。なお、この「十二」とは豊島清光の娘の自殺に殉じた12人の侍女を意味するという異説もある。
明治時代の神仏分離政策により、「船方神社」に改称された。なお大正時代まで、神仏習合の名残をとどめる「ぼんぜん」という裸祭りがあったという（近くの白山神社にも同名の祭があった）。
境内には、煉瓦造の神輿庫がある。当時、付近には煉瓦工場が数多く立ち並んでおり、煉瓦を入手し易かったという背景がある。隣のあらかわ遊園も煉瓦工場の跡地に開園したものである。

## 交通アクセス
- 荒川遊園地前停留場より徒歩約5分（経路案内）。